# Futbol'nyj Klub Dynamo Kyïv 1961
Questa voce raccoglie le informazioni riguardanti il Futbol'nyj Klub Dynamo Kyïv, meglio conosciuta come Dinamo Kiev, nelle competizioni ufficiali della stagione 1961.

## Stagione
La Dinamo Kiev, allenata da Vjačeslav Solov'ёv, nella stagione 1961 vinse il suo primo campionato sovietico, distanziando di quattro punti la Torpedo Mosca. In coppa nazionale i bianco-blu furono eliminati agli ottavi di finale dall'Admiralteec.

## Rosa
| N. |                             | Ruolo | Calciatore            |
| -- | --------------------------- | ----- | --------------------- |
| -  | Unione Sovietica (bandiera) | P     | Oleh Makarov          |
| -  | Unione Sovietica (bandiera) | P     | Viktor Bannikov       |
| -  | Unione Sovietica (bandiera) | P     | Leonid Kljujev        |
| -  | Unione Sovietica (bandiera) | D     | Volodymyr Anufrijenko |
| -  | Unione Sovietica (bandiera) | D     | Mykola Kol'cov        |
| -  | Unione Sovietica (bandiera) | D     | Anatolij Sučkov       |
| -  | Unione Sovietica (bandiera) | D     | Volodymyr Ščehol'kov  |
| -  | Unione Sovietica (bandiera) | D     | Vitalij Ščerbakov     |
| -  | Unione Sovietica (bandiera) | C     | Vasyl Turjančyk       |
| -  | Unione Sovietica (bandiera) | C     | József Szabó          |

| N. |                             | Ruolo | Calciatore             |
| -- | --------------------------- | ----- | ---------------------- |
| -  | Unione Sovietica (bandiera) | C     | Viktor Serebrjanykov   |
| -  | Unione Sovietica (bandiera) | C     | Jurij Vojnov           |
| -  | Unione Sovietica (bandiera) | C     | Andrij Biba            |
| -  | Unione Sovietica (bandiera) | C     | Valentin Trojanovs'kij |
| -  | Unione Sovietica (bandiera) | C     | Valerij Lobanovs'kyj   |
| -  | Unione Sovietica (bandiera) | A     | Oleh Bazylevyč         |
| -  | Unione Sovietica (bandiera) | A     | Ihor Zajcev            |
| -  | Unione Sovietica (bandiera) | A     | Viktor Kanevs'kyj      |
| -  | Unione Sovietica (bandiera) | A     | Mykola Kaštanov        |

## Statistiche

### Statistiche di squadra
| Competizione    | Punti | Totale | Totale | Totale | Totale | Totale | Totale | DR  |
| Competizione    | Punti | G      | V      | N      | P      | Gf     | Gs     | DR  |
| --------------- | ----- | ------ | ------ | ------ | ------ | ------ | ------ | --- |
| Klass A         | 45    | 30     | 18     | 9      | 3      | 58     | 28     | +30 |
| Coppa dell'URSS | -     | 3      | 2      | 0      | 1      | 6      | 5      | +1  |
| Totale          | -     | 33     | 20     | 9      | 4      | 64     | 33     | +31 |